# Geraldo Magela da Cruz Quintão
Geraldo Magela da Cruz Quintão (Taquaraçu de Minas, 1 de julio de 1935-27 de diciembre de 2024) fue un abogado brasileño, que se desempeñó como ministro de defensa y abogado general de la Unión.

## Biografía
En 1961 se graduó en ciencias Jurídicas y sociales de la Facultad de Derecho de la Universidad de São Paulo (USP). Fue abogado del Banco do Brasil de 1963 a 1977. Hasta 1988 fue subasesor jurídico regional y jefe de la asesoría jurídica regional en el Estado de São Paulo. En 1988, asumió la consultoría jurídica general del banco, donde permaneció hasta 1993.
En 1993 fue invitado por el presidente Itamar Franco para crear la Abogacía General de la Unión (AGU) y el 6 de julio de ese mismo año asume el cargo de Abogado General de la Unión. Hasta ese momento, el gobierno venía acumulando débitos judiciales derivados de sucesivas derrotas en los tribunales y, aplicando la experiencia de la iniciativa privada, cambió radicalmente el perfil y la propia estructura de la AGU.
Según informes, de 1995 a 1998, los ahorros generados por la AGU al gobierno fueron de alrededor de 7,9 billones de reales, únicamente con acciones que fueron dadas como perdidas. Sin embargo, enfrentó críticas, algunas bastante severas. Se mantuvo en la AGU, incluso con la elección de Fernando Henrique Cardoso. Su papel fue decisivo en la batalla jurídica que se libró en torno a las privatizaciones de estatales. Permaneció en el cargo hasta el 24 de enero de 2000.
El 24 de enero de 2000 asume el Ministerio de Defensa, en sustitución del ministro Élcio Álvares, permaneciendo en el cargo hasta el final del gobierno de Cardoso. El ministerio de Defensa, aún estaba en proceso inicial (creado el 10 de julio de 1999, tenía poco más de seis meses), y los comandantes de la Armada, del Ejército y de la Aeronáutica preferían en el cargo a un militar de la reserva. Además de ser desconocido en el sector y de tener poco conocimiento de las cuestiones militares, era autor de un dictamen favorable a la venta de acciones de Embraer a un consorcio francés, lo que desagradaba en la Aeronáutica.
También asumió el ministerio con problemas. Integraba la lista de autoridades a ser procesadas por el Ministerio Público federal por el uso indebido de aviones de la Fuerza Aérea Brasileña (FAB). En su período al frente de la AGU, voló 219 veces en aeronaves de la FAB, en general, a São Paulo, ciudad de residencia de su esposa Dineuza.

## Condecoraciones[2]
- Gran cruz de la Orden Nacional del Mérito Científico - 2002.
- Gran cruz de la Orden de Río Branco - Ministerio de Relaciones de Exteriores.
- Gran cruz de la Orden de Mérito Militar - Ministerio del Ejército.
- Gran cruz de la Orden do Mérito Naval - Ministerio de Marina.
- Gran cruz de la Orden de Mérito Aeronáutico - Ministerio de Aeronáutica.